# 上庸公主
上庸公主（？—556年），河南郡洛阳县（今河南省洛阳市东）人，魏献文帝拓跋弘孙女，咸阳王元禧之女，嫁陆子彰。

## 生平
上庸公主原来封为蓝田公主，元禧被诛杀后，她被收养在彭城王元勰的府第，元勰的儿子元子攸亲近她，大体和对待各个姐姐相同。
上庸公主是聪明智慧的妇人，很有志向节操，生有陆卬、陆骏、陆杳、陆骞、陆抟、陆彦师六个儿子。所以邢邵经常对人说：“蓝田生玉，果然不是假话。”上庸公主教育训导各个儿子，都遵循规范和道理。陆子彰去世后，陆卬虽然创伤巨大悲痛深重，出于天性，然而行为依照礼度，都受到母亲的教训。陆卬兄弟相伴在父亲的坟墓旁结庐帐，背土成坟，北齐朝廷非常嗟叹欣赏，下诏书加以褒扬，将陆家所居住的里改为孝终里。
天保七年（556年），上庸公主去世。